# Sweet Charity (pel·lícula)

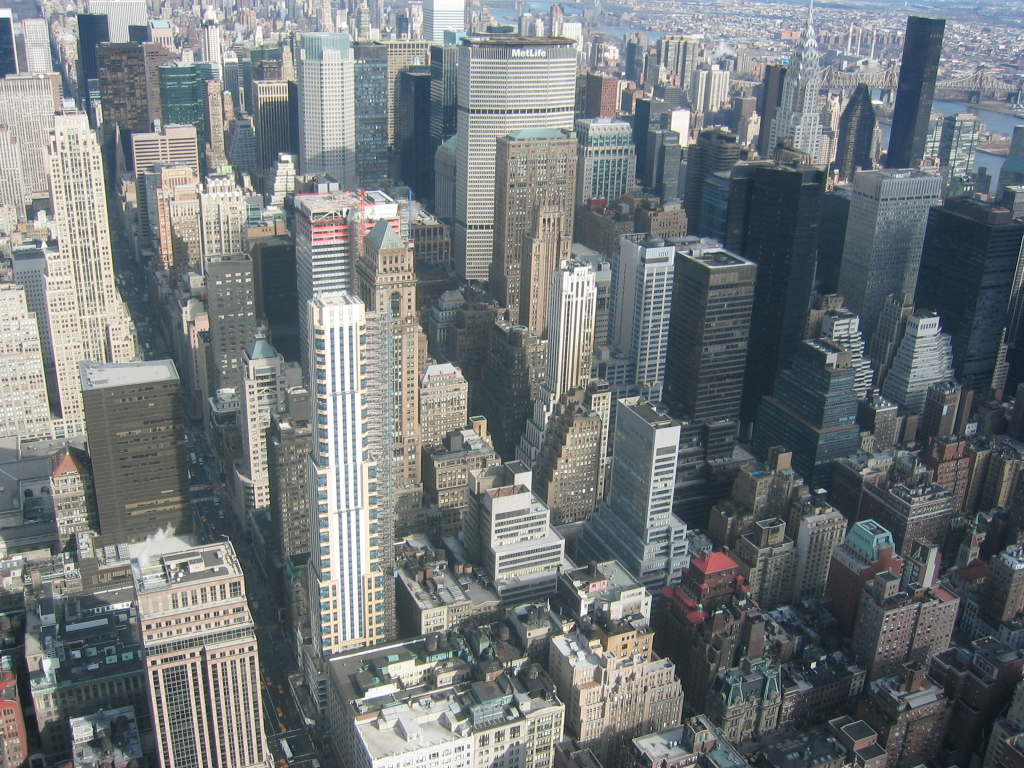
Rodatge exterior a Manhattan

Sweet Charity és una pel·lícula estatunidenca dirigida per Bob Fosse i estrenada el 1969. Ha estat doblada al català.

## Argument
A Nova York, la deliciosa i somniadora Charity fa de ganxo a la sala de ball Fandango i, malgrat les seves perpètues decepcions sentimentals, espera sempre, un dia, «ser estimada d'un amor verdader» pel que serà l'home de la seva vida. La seva recent malaventura, que li ha valgut de ser desposseïda de tots els seus estalvis i empesa per «Charlie, el seu gran amor» de dalt d'un pont a un estany de Central Park, no la desanima i continua creient en el demà… Després d'haver passat, segons ella, una vesprada de somni (que ha acabat tancada en un guarda-roba) amb la gran estrella de cinema Vittorio Vitale, una avaria d'ascensor li fa conèixer Oscar Lindquist, un tímid agent de seguretat. En principi en guàrdia quan aquest el convida per a un passeig, Charity no triga a enamorar-se bojament del simpàtic Oscar…

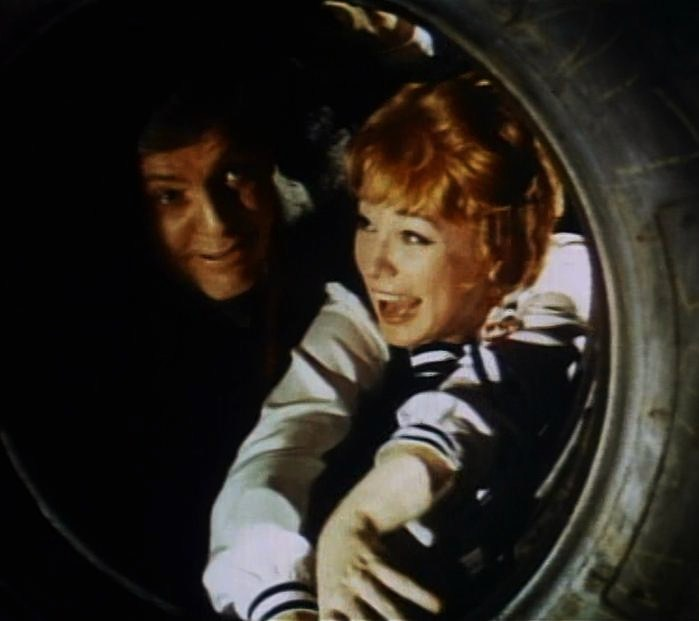
John McMartin i Shirley MacLaine

## Temes i context
La realització de la pel·lícula va demanar dels mitjans excepcionals com, per exemple, de buidar el barri de Wall Street a Manhattan per filmar l'alegre exhibició de Charity-MacLaine, cap de les majorettes al capdavant de la seva banda de músics-ballarins. La coreografia de Bob Fosse és clàssica i el seu domini de director de ballet és evident. Es pot tanmateix lamentar l'absència d'un company masculí d'envergadura per donar la rèplica a l'estrella, ja que en les episòdiques trobades amb Ricardo Montalban o amb Sammy Davis Jr. en guru hippy, manquen ocasions fallides per a grans duos coreogràfics o vocals. John McMartin, travat pel seu personatge d'Oscar, el promès timorat, no executa el menor ball i interpreta només l'aire de Sweet Charity . És el que pot explicar el fracàs de la pel·lícula: Shirley MacLaine apareix més aviat com l'estrella de la tropa de Bob Fosse i, en aquell temps, el renom del coreògraf amb el gran públic potser no era encara molt gran. Queda la imatge inventiva d'Edith Head per als vestits, sense oblidar les impecables coreografies com el ballet enrabiat There's Gotta Be Something Better Than This  de Charity amb les seves amigues Nickie (Chita Rivera) i Hélène (Paula Kelly) o la de l'happening The Rhythm of Life  del gran guru Big Daddy i de les seves ovelles sota els efluvis de marihuana en una església-garatge. El personatge de Charity, inspirat pel de Giulietta Masina, heroïna dels Nits de Cabiria de Fellini, recorda més dos papers de noies lleugeres que Shirley MacLaine va tenir anteriorment: Ginnie a Com un torrent (1958) i Irma la dolça (1963).

## Repartiment
- Shirley MacLaine: Charity Hope Valentine
- John McMartin: Oscar Lindquist
- Chita Rivera: Nickie
- Paula Kelly: Hélène
- Stubby Kaye: Herman « el führer »
- Ricardo Montalban: Vittorio Vitale
- Barbara Bouchet: Ursula, l'amant de Vittorio
- Sammy Davis Jr.: « Big Daddy »

## Música
- Música addicional: Johannes Brahms
- Direcció d'orchestra: Joseph Gershenson
- Orquestració: Ralph Burns
- Cançons: lletra de Dorothy Fields i música de Cy Coleman :

1. Overture (instrumental)
2. My Personal Property (Shirley MacLaine)
3. Hey, Big Spender !, cor de les hostesses al dancing Fandango
4. The Aloof, The Heavyweight, The Big Finish, 3 figures de ballet al Pompeii Club (instrumental)
5. If My Friends Could See Me Now (Shirley MacLaine)
6. There’s Gotta Be Something Better Than This (Shirley MacLaine, Paula Kelly, Chita Rivera)
7. It’s A Nice Face (Shirley MacLaine)
8. The Rhythm of Life (Sammy Davis Jr.)
9. Sweet Charity (John McMartin)
10. I’m A Brass Band (Shirley MacLaine)
11. I Love To Cry At Weddings (Stubby Kaye, Paula Kelly, Chita Rivera i chœurs)
12. Where Am I Going ? (Shirley MacLaine)
13. Good Morning, final amb els hippies (instrumental)

## Premis i nominacions

### Nominacions
- 1970: Oscar a la millor música per Cy Coleman
- 1970: Oscar a la millor direcció artística per Alexander Golitzen, George C. Webb i Jack D. Moore
- 1970: Oscar al millor vestuari per Edith Head
- 1970: Globus d'Or a la millor actriu musical o còmica per Shirley MacLaine

## Al voltant de la pel·lícula
- Aquesta primera realització de Bob Fosse va ser una catàstrofe financera per a Universal Pictures: la pel·lícula només va recaptar 4 milions de dòlars per a una inversió de 20…